# Scelotes insularis
Espèce
Synonymes
- Scelotes arenicola insularis Broadley, 1990
- Scelotes arenicolus insularis Broadley, 1990

Scelotes insularis est une espèce de sauriens de la famille des Scincidae.

## Répartition
Cette espèce est endémique de l'archipel Bazaruto au Mozambique. Elle se rencontre sur les îles de Bazaruto, Magaruque et de Santa Carolina.

## Publication originale
- Broadley, 1990 : The herpetofaunas of the islands off the coast of south Mocambique. Arnoldia, vol. 9, no 35, p. 469-493.